# Imandrite
La imandrite è un minerale appartenente al gruppo della lovozerite.